# Discrimination religieuse
Une discrimination religieuse désigne l'action de distinguer de façon injuste ou illégitime, comme le fait de séparer un individu ou un groupe social des autres en le traitant moins bien, à cause de sa religion,,.  

## Statistiques
En 2010, il y a environ 70 % de la population mondiale qui est victime de discrimination religieuse.

## Lois contre la discrimination religieuse
Il existe une convention internationale sur l'élimination de toutes les formes de discrimination raciale afin d'éviter les discriminations.  
L'article L1132-1 du Code du travail interdit la discrimination à l'embauche, réprime les sanctions prises sur le fondement des convictions religieuses du salarié et plus généralement, interdit tout comportement discriminatoire.  

## Sources
1. ↑  « Religion : motif interdit de discrimination et de harcèlement | CDPDJ », sur cdpdj.qc.ca (consulté le 11 février 2018).
2. ↑  « Discrimination religieuse - Legirel », sur legirel.cnrs.fr (consulté le 11 février 2018).
3. ↑  « Protection contre la discrimination religieuse et le harcèlement (...) - eurel », sur eurel.info (consulté le 11 février 2018).
4. ↑  Claire LESEGRETAIN, « 70 % de la population mondiale victime de discriminations religieuses », sur la-croix.com, 4 janvier 2010 (consulté le 11 février 2018).
5. ↑  (en) « International Religious Freedom Report for 2016 », sur state.gov (consulté le 11 février 2018).
6. ↑  « Convention internationale sur l'élimination de toutes les formes de discrimination raciale », sur ohchr.org (consulté le 11 février 2018).